# Miniphasma secunda
Miniphasma secunda is een wandelende tak uit de familie Phasmatidae. De wetenschappelijke naam van deze soort is voor het eerst voorgesteld als Microphasma secunda door Oliver Zompro in een publicatie uit 1999.
De soort komt voor op Sri Lanka.